# Sainte-Croix-sur-Aizier
Sainte-Croix-sur-Aizier ist eine Ortschaft und eine Commune déléguée in der französischen Gemeinde Bourneville-Sainte-Croix mit 286 Einwohnern (Stand: 1. Januar 2022) im Département Eure in der Region Normandie (vor 2016 Haute-Normandie). Die Einwohner werden Santi-Chrutiens genannt. 
Zum 1. Januar 2016 wurde Sainte-Croix-sur-Aizier mit Bourneville zur Commune nouvelle Bourneville-Sainte-Croix zusammengelegt. Die Gemeinde Sainte-Croix-sur-Aizier gehörte zum Arrondissement Bernay und zum Kanton Bourg-Achard.
Sainte-Croix-sur-Aizier liegt etwa 50 Kilometer ostsüdöstlich von Le Havre.

## Bevölkerungsentwicklung
| Jahr                       | 1962 | 1968 | 1975 | 1982 | 1990 | 1999 | 2006 | 2013 |
| -------------------------- | ---- | ---- | ---- | ---- | ---- | ---- | ---- | ---- |
| Einwohner                  | 241  | 226  | 241  | 234  | 192  | 194  | 242  | 271  |
| Quellen: Cassini und INSEE |      |      |      |      |      |      |      |      |

## Sehenswürdigkeiten
- Kirche Sainte-Croix aus dem 14. Jahrhundert mit Umbauten aus dem 16./17. Jahrhundert

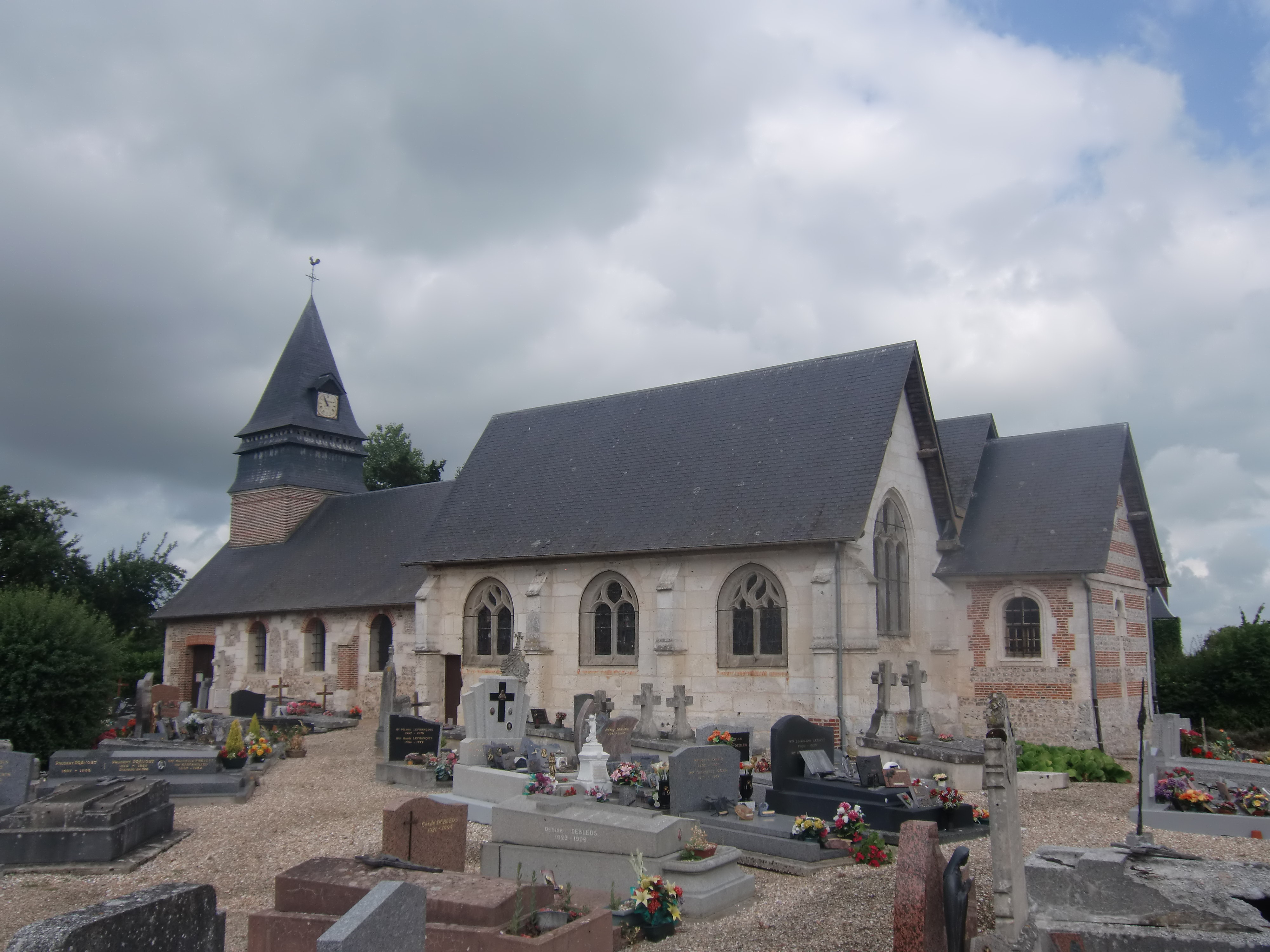
Kirche Sainte-Croix